# Llista de monuments de Tortosa (ciutat)
Llista de monuments de Tortosa per al mateix nucli de població tret dels altres nuclis del municipi de Tortosa (Baix Ebre). Inclou els elements de l'Inventari del Patrimoni Arquitectònic Català que són els inscrits en el Registre de Béns Culturals d'Interès Nacional (BCIN) amb la classificació de monuments històrics, els Béns Culturals d'Interès Local (BCIL) de caràcter immoble i la resta de béns arquitectònics integrants del patrimoni cultural català.
| Monument | Protecció       | Estil/època                                                | Localització                                                                     | Coordenades                                            | Codi?         | Imatge |
| --- | --------------- | ---------------------------------------------------------- | -------------------------------------------------------------------------------- | ------------------------------------------------------ | ------------- | --- |
| Tortosa, nucli històric | BCIN 219-CH     | Gòtic, renaixement, modernisme Medieval-XXI                | Tortosa                                                                          | 40° 48′ 51″ N, 0° 31′ 22″ E / 40.814077°N,0.522764°E   | RI-53-0000201 | Nucli històric de Tortosa · Vegeu més fotos d'aquest monument · Carregueu una nova foto d'aquest monument                                               |
| Palau dels Oliver de Boteller, Ateneu | BCIN 225-MH     | XV                                                         | Tortosa C. del Dr. Ferran, 4                                                     | 40° 48′ 48″ N, 0° 31′ 17″ E / 40.813345°N,0.521302°E   | IPA-250       | Palau dels Oliver de Boteller (Tortosa) · Vegeu més fotos d'aquest monument · Carregueu una nova foto d'aquest monument                                 |
| Catedral de Santa Maria | BCIN 226-MH     | Gòtic, barroc XIV-XVII, XVII-XVIII                         | Tortosa C. del Palau, 5                                                          | 40° 48′ 52″ N, 0° 31′ 21″ E / 40.814310°N,0.522610°E   | RI-51-0000923 | Catedral de Santa Maria (Tortosa) · Vegeu més fotos d'aquest monument · Carregueu una nova foto d'aquest monument                                       |
| Palau Episcopal | BCIN 233-MH     | Gòtic XIV                                                  | Tortosa C. de Cruera, 5                                                          | 40° 48′ 50″ N, 0° 31′ 17″ E / 40.813998°N,0.521413°E   | RI-51-0000924 | Palau Episcopal (Tortosa) · Vegeu més fotos d'aquest monument · Carregueu una nova foto d'aquest monument                                               |
| Reials Col·legis de Sant Lluís i Sant Domènec, Col·legis de Sant Jaume i Sant Maties i de Sant Jordi i Sant Domènec                                     | BCIN 234-MH     | Renaixement XVI                                            | Tortosa C. de Sant Domènec, 2-3                                                  | 40° 48′ 53″ N, 0° 31′ 30″ E / 40.814805°N,0.524936°E   | RI-51-0003963 | Reials Col·legis de Sant Lluís i Sant Domènec (Tortosa) · Vegeu més fotos d'aquest monument · Carregueu una nova foto d'aquest monument                 |
| La Suda de Tortosa, Castell de Sant Joan | BCIN 1673-MH    | Medieval, XVII-XVIII, XX Mitjan                            | Tortosa Carrer del Castell de la Suda, s/n                                       | 40° 48′ 53″ N, 0° 31′ 24″ E / 40.814847°N,0.523320°E   | RI-51-0006747 | La Suda de Tortosa · Vegeu més fotos d'aquest monument · Carregueu una nova foto d'aquest monument                                                      |
| Torre de Túbal | BCIN 1674-MH    | Medieval                                                   | Tortosa                                                                          | 40° 48′ 53″ N, 0° 31′ 23″ E / 40.814679°N,0.523071°E   | RI-51-0006750 | Torre de Túbal (Tortosa) · Vegeu més fotos d'aquest monument · Carregueu una nova foto d'aquest monument                                                |
| Muralla i estructures defensives medievals de Tortosa, Avançades de Sant Joan                                                                           | BCIN 1675-MH-ZA | XII, XIV                                                   | Tortosa Punta sud-oest del castell de la Suda                                    | 40° 49′ 13″ N, 0° 31′ 38″ E / 40.820148°N,0.527243°E   | RI-51-0006748 | Muralla i estructures defensives medievals de Tortosa · Vegeu més fotos d'aquest monument · Carregueu una nova foto d'aquest monument                   |
| Torre de la Font del Moro | BCIN 1685-MH    | Medieval                                                   | Tortosa Possibles restes entorn de la Font del Moro                              |                                                        | RI-51-0006760 | Carregueu una nova foto d'aquest monument |
| Fortificacions modernes de Tortosa, castell de Tenasses, fort d'Orleans, fort de Bonet, fort de la Victòria, fortificacions dorsals de la Suda i altres | BCIN 4067-MH    | XVI-XVIII                                                  | Tortosa                                                                          | 40° 48′ 34″ N, 0° 31′ 32″ E / 40.809352°N,0.525430°E   | RI-51-0006749 | Fortificacions modernes de Tortosa · Vegeu més fotos d'aquest monument · Carregueu una nova foto d'aquest monument                                      |
| Pont sobre l'Ebre, Pont de l'Estat | BCIL 2007       | Darreres tendències XX                                     | Tortosa Comunica el barri de Ferreries amb el nucli de Tortosa                   | 40° 48′ 47″ N, 0° 31′ 11″ E / 40.813185°N,0.519709°E   | IPA-13460     | Pont sobre l'Ebre (Tortosa) · Vegeu més fotos d'aquest monument · Carregueu una nova foto d'aquest monument                                             |
| Monument commemoratiu de la Batalla de l'Ebre |                 | Academicisme XX                                            | Tortosa Al mig del riu Ebre, vora el Pont de l'Estat                             | 40° 48′ 50″ N, 0° 31′ 13″ E / 40.813976°N,0.520349°E   | IPA-13461     | Monument commemoratiu de la Batalla de l'Ebre (Tortosa) · Vegeu més fotos d'aquest monument · Carregueu una nova foto d'aquest monument                 |
| Pont del ferrocarril sobre l'Ebre | BCIL 2007       | Darreres tendències XX                                     | Tortosa Creua per la banda sud de Tortosa, en el sector de l'Eixample del s. XIX | 40° 48′ 35″ N, 0° 31′ 03″ E / 40.809778°N,0.517366°E   | IPA-13462     | Pont del ferrocarril sobre l'Ebre (Tortosa) · Vegeu més fotos d'aquest monument · Carregueu una nova foto d'aquest monument                             |
| Pont del Bimil·lenari | BCIL 2007       | Darreres tendències XX                                     | Tortosa                                                                          | 40° 48′ 14″ N, 0° 30′ 47″ E / 40.803753°N,0.512918°E   | IPA-13463     | Pont del Bimil·lenari (Tortosa) · Vegeu més fotos d'aquest monument · Carregueu una nova foto d'aquest monument                                         |
| Antiga Peixateria de Tortosa, Habitatge al carrer Bisbe Aznar                                                                                           | BCIL 2008       | Gòtic XIV-XVIII, XX                                        | Tortosa C. de la Rosa 1                                                          | 40° 48′ 47″ N, 0° 31′ 18″ E / 40.813076°N,0.521547°E   | IPA-13464     | Antiga Peixateria (Tortosa) · Vegeu més fotos d'aquest monument · Carregueu una nova foto d'aquest monument                                             |
| Habitatge al carrer Canvis, 1 |                 | XIX-XX                                                     | Tortosa C. Canvis, 1                                                             | 40° 48′ 48″ N, 0° 31′ 15″ E / 40.813244°N,0.520865°E   | IPA-13465     | Habitatge al carrer Canvis, 1 (Tortosa) · Vegeu més fotos d'aquest monument · Carregueu una nova foto d'aquest monument                                 |
| Casa del General, antiga Casa de la Generalitat | BCIL 2007       | Gòtic, obra popular XIV-XIX                                | Tortosa C. Canvis, 7                                                             | 40° 48′ 49″ N, 0° 31′ 16″ E / 40.813600°N,0.521069°E   | IPA-13466     | Casa del General (Tortosa) · Vegeu més fotos d'aquest monument · Carregueu una nova foto d'aquest monument                                              |
| Plaça de la Cinta |                 | Gòtic, barroc, modernisme XIV-XX                           | Tortosa Pl. de la Cinta                                                          | 40° 48′ 49″ N, 0° 31′ 21″ E / 40.813663°N,0.522364°E   | IPA-13468     | Plaça de la Cinta (Tortosa) · Vegeu més fotos d'aquest monument · Carregueu una nova foto d'aquest monument                                             |
| Casa Grego, Casa Fontanet, Casa Jordà | BCIL 2007       | Modernisme Pau Monguió i Segura XX (1909)                  | Tortosa Pl. de la Cinta, 6                                                       | 40° 48′ 49″ N, 0° 31′ 21″ E / 40.813606°N,0.522512°E   | IPA-13469     | Casa Grego (Tortosa) · Vegeu més fotos d'aquest monument · Carregueu una nova foto d'aquest monument                                                    |
| Habitatge al carrer Ciutat, 4 |                 | Modernisme XIX-XX                                          | Tortosa C. Ciutat, 4                                                             | 40° 48′ 48″ N, 0° 31′ 17″ E / 40.813233°N,0.521503°E   | IPA-13471     | Habitatge al carrer Ciutat, 4 (Tortosa) · Vegeu més fotos d'aquest monument · Carregueu una nova foto d'aquest monument                                 |
| Passatge Franquet | BCIL 2007       | Eclecticisme XIX                                           | Tortosa C. Ciutat, 7                                                             | 40° 48′ 48″ N, 0° 31′ 17″ E / 40.813362°N,0.521448°E   | IPA-13472     | Passatge Franquet (Tortosa) · Vegeu més fotos d'aquest monument · Carregueu una nova foto d'aquest monument                                             |
| Habitatge al carrer Ciutat, 6 |                 | Modernisme XIX-XX                                          | Tortosa C. Ciutat, 6                                                             | 40° 48′ 48″ N, 0° 31′ 17″ E / 40.813280°N,0.521513°E   | IPA-13473     | Habitatge al carrer Ciutat, 6 (Tortosa) · Vegeu més fotos d'aquest monument · Carregueu una nova foto d'aquest monument                                 |
| Habitatge al carrer Ciutat, 10 |                 | Obra popular XIX                                           | Tortosa C. Ciutat, 10                                                            | 40° 48′ 48″ N, 0° 31′ 18″ E / 40.813351°N,0.521534°E   | IPA-13474     | Habitatge al carrer Ciutat, 10 (Tortosa) · Vegeu més fotos d'aquest monument · Carregueu una nova foto d'aquest monument                                |
| Font gòtica |                 | Gòtic XIV                                                  | Tortosa C. de la Ciutat, 20                                                      | 40° 48′ 49″ N, 0° 31′ 17″ E / 40.813561°N,0.521497°E   | IPA-13475     | Font gòtica (Tortosa) · Vegeu més fotos d'aquest monument · Carregueu una nova foto d'aquest monument                                                   |
| Carrer de la Cruera |                 | Gòtic, barroc, modernisme XII-XX                           | Tortosa                                                                          | 40° 48′ 50″ N, 0° 31′ 18″ E / 40.81380°N,0.52165°E     | IPA-13476     | Carrer de la Cruera (Tortosa) · Vegeu més fotos d'aquest monument · Carregueu una nova foto d'aquest monument                                           |
| Guarderia, Casa del Vicariat, antiga Hospitalitat de Lourdes                                                                                            |                 | Gòtic XIV-XV                                               | Tortosa C. Cruera, 7                                                             | 40° 48′ 51″ N, 0° 31′ 18″ E / 40.814191°N,0.521643°E   | IPA-13532     | Guarderia (Tortosa) · Vegeu més fotos d'aquest monument · Carregueu una nova foto d'aquest monument                                                     |
| Habitatge Casa Blasco |                 | Modernisme XIX-XX                                          | Tortosa C. Cruera, 9                                                             | 40° 48′ 51″ N, 0° 31′ 18″ E / 40.814228°N,0.521703°E   | IPA-13533     | Habitatge Casa Blasco (Tortosa) · Vegeu més fotos d'aquest monument · Carregueu una nova foto d'aquest monument                                         |
| Habitatge Casa Ferreres |                 | Modernisme XIX-XX                                          | Tortosa C. Cruera, 11                                                            | 40° 48′ 51″ N, 0° 31′ 18″ E / 40.814285°N,0.521740°E   | IPA-13534     | Habitatge Casa Ferreres (Tortosa) · Vegeu més fotos d'aquest monument · Carregueu una nova foto d'aquest monument                                       |
| Habitatge al carrer Dr. Ferran, 7 |                 | Eclecticisme XIX                                           | Tortosa C. Dr. Ferran, 7                                                         | 40° 48′ 49″ N, 0° 31′ 17″ E / 40.813687°N,0.521379°E   | IPA-13537     | Habitatge al carrer Dr. Ferran, 7 (Tortosa) · Vegeu més fotos d'aquest monument · Carregueu una nova foto d'aquest monument                             |
| Jutjats Municipals, antic Hospital de la Santa Creu | BCIL 2007       | Neoclassicisme XVIII                                       | Tortosa Pl. dels Estudis, 4                                                      | 40° 48′ 51″ N, 0° 31′ 27″ E / 40.814045°N,0.524087°E   | IPA-13538     | Jutjats Municipals (Tortosa) · Vegeu més fotos d'aquest monument · Carregueu una nova foto d'aquest monument                                            |
| Escorxador Municipal, seu del Museu de Tortosa | BCIL 2007       | Modernisme Pau Monguió i Segura XX (1907)                  | Tortosa Av. Felip Pedrell, 1-3                                                   | 40° 48′ 57″ N, 0° 31′ 20″ E / 40.815754°N,0.522109°E   | IPA-13539     | Escorxador Municipal (Tortosa) · Vegeu més fotos d'aquest monument · Carregueu una nova foto d'aquest monument                                          |
| Edificis carrer de la Mercè | BCIL 2007       | Obra popular, modernisme XVIII-XX                          | Tortosa C. de la Mercè                                                           | 40° 48′ 50″ N, 0° 31′ 23″ E / 40.813798°N,0.523186°E   | IPA-13540     | Carrer de la Mercè (Tortosa) · Vegeu més fotos d'aquest monument · Carregueu una nova foto d'aquest monument                                            |
| Església de la Reparació | BCIL 2007       | Eclecticisme, modernisme Joan Abril i Guanyabens XX (1903) | Tortosa C. de la Mercè, 4                                                        | 40° 48′ 49″ N, 0° 31′ 23″ E / 40.813633°N,0.523007°E   | IPA-13541     | Església de la Reparació (Tortosa) · Vegeu més fotos d'aquest monument · Carregueu una nova foto d'aquest monument                                      |
| Habitatge al carrer de la Mercè, 8 |                 | Obra popular XVIII-XIX                                     | Tortosa C. de la Mercè, 8                                                        | 40° 48′ 50″ N, 0° 31′ 25″ E / 40.813816°N,0.523488°E   | IPA-13543     | Habitatge al carrer de la Mercè, 8 (Tortosa) · Vegeu més fotos d'aquest monument · Carregueu una nova foto d'aquest monument                            |
| Carrer Oliver |                 | Obra popular, modernisme XIX-XX                            | Tortosa C. Oliver                                                                | 40° 48′ 48″ N, 0° 31′ 18″ E / 40.81334°N,0.52172°E     | IPA-13544     | Carrer d'Oliver (Tortosa) · Vegeu més fotos d'aquest monument · Carregueu una nova foto d'aquest monument                                               |
| Habitatge al carrer Oliver, 4 |                 | Modernisme XIX-XX                                          | Tortosa C. Oliver, 4                                                             | 40° 48′ 48″ N, 0° 31′ 18″ E / 40.813323°N,0.521624°E   | IPA-13545     | Habitatge al carrer d'Oliver, 4 (Tortosa) · Vegeu més fotos d'aquest monument · Carregueu una nova foto d'aquest monument                               |
| Carrer de la Rosa, carrer dels Sastres |                 | Gòtic, barroc, eclecticisme XII-XX                         | Tortosa C. de la Rosa                                                            | 40° 48′ 48″ N, 0° 31′ 19″ E / 40.81324°N,0.52193°E     | IPA-13548     | Carrer de la Rosa (Tortosa) · Vegeu més fotos d'aquest monument · Carregueu una nova foto d'aquest monument                                             |
| Edifici Assegurances Metrópolis, Palau Capmany | BCIL 2007       | Barroc, modernisme XVII                                    | Tortosa C. de la Rosa, 5                                                         | 40° 48′ 47″ N, 0° 31′ 18″ E / 40.813152°N,0.521754°E   | IPA-13549     | Palau Capmany (Tortosa) · Vegeu més fotos d'aquest monument · Carregueu una nova foto d'aquest monument                                                 |
| Farmàcia Vergés |                 | Modernisme XX                                              | Tortosa C. de la Rosa, 5 (desapareguda)                                          | 40° 48′ 47″ N, 0° 31′ 19″ E / 40.81318°N,0.52182°E     | IPA-13550     | Farmàcia Vergés (Tortosa) · Vegeu més fotos d'aquest monument · Carregueu una nova foto d'aquest monument                                               |
| Conservatori de Música Diputació Tarragona, Palau Oriol, antiga Escola d'Art                                                                            | BCIL 2007       | Gòtic tardà XV                                             | Tortosa C. de la Rosa, 6                                                         | 40° 48′ 48″ N, 0° 31′ 19″ E / 40.813206°N,0.521918°E   | IPA-13551     | Palau Oriol (Tortosa) · Vegeu més fotos d'aquest monument · Carregueu una nova foto d'aquest monument                                                   |
| Biblioteca Popular Infantil, Palau Despuig | BCIL 2007       | Gòtic tardà XV-XVI                                         | Tortosa C. de la Rosa, 8                                                         | 40° 48′ 48″ N, 0° 31′ 19″ E / 40.813294°N,0.522022°E   | IPA-13553     | Palau Despuig (Tortosa) · Vegeu més fotos d'aquest monument · Carregueu una nova foto d'aquest monument                                                 |
| Carrer Taules Velles |                 | Obra popular XIX-XX                                        | Tortosa C. Taules Velles                                                         | 40° 48′ 49″ N, 0° 31′ 19″ E / 40.81363°N,0.52191°E     | IPA-13555     | Carrer Taules Velles (Tortosa) · Vegeu més fotos d'aquest monument · Carregueu una nova foto d'aquest monument                                          |
| Casa Fustegueres | BCIL 2007       | Obra popular XIX-XX                                        | Tortosa C. Taules Velles, 5                                                      | 40° 48′ 49″ N, 0° 31′ 19″ E / 40.813664°N,0.521875°E   | IPA-13556     | Casa Fustegueres (Tortosa) · Vegeu més fotos d'aquest monument · Carregueu una nova foto d'aquest monument                                              |
| Església del Roser | BCIL 2007       | Historicisme Joan Abril i Guanyabens XX (1914)             | Tortosa Pg. de l'Ebre, 24-26                                                     | 40° 48′ 48″ N, 0° 31′ 07″ E / 40.813387°N,0.518696°E   | IPA-13558     | Església del Roser (Tortosa) · Vegeu més fotos d'aquest monument · Carregueu una nova foto d'aquest monument                                            |
| Institut de Batxillerat Joaquim Bau |                 | Darreres tendències XX                                     | Tortosa Av. de l'Estadi, 14                                                      | 40° 48′ 45″ N, 0° 30′ 51″ E / 40.812539°N,0.514155°E   | IPA-13559     | Carregueu una nova foto d'aquest monument |
| Mas de Sant Antoni |                 | Obra popular XX                                            | Tortosa Recinte poliesportiu                                                     | 40° 48′ 51″ N, 0° 30′ 46″ E / 40.814218°N,0.512645°E   | IPA-13561     | Carregueu una nova foto d'aquest monument |
| Fàbrica de Farines la Providència |                 | Obra popular XIX-XX                                        | Tortosa Av. Marcel·lí Domingo, 20-22                                             | 40° 48′ 53″ N, 0° 30′ 44″ E / 40.814822°N,0.512313°E   | IPA-13563     | Fàbrica de Farines la Providència (Tortosa) · Vegeu més fotos d'aquest monument · Carregueu una nova foto d'aquest monument                             |
| Sénia |                 | Obra popular XIX-XX                                        | Tortosa Av. Marcel·lí Domingo                                                    |                                                        | IPA-13564     | Carregueu una nova foto d'aquest monument |
| Hort de l'Arreus |                 | Obra popular XIX-XX                                        | Tortosa C. Ràpita, 1                                                             | 40° 48′ 47″ N, 0° 31′ 02″ E / 40.813187°N,0.517183°E   | IPA-13565     | Carregueu una nova foto d'aquest monument |
| Casa Camós | BCIL 2007       | Modernisme Pau Monguió i Segura XIX-XX (1904)              | Tortosa Rbla. Catalunya, 2                                                       | 40° 48′ 54″ N, 0° 31′ 05″ E / 40.814873°N,0.51802°E    | IPA-13566     | Casa Camós (Tortosa) · Vegeu més fotos d'aquest monument · Carregueu una nova foto d'aquest monument                                                    |
| Habitatge de la rbla. Catalunya i c. Llarg de Sant Vicent                                                                                               |                 | Modernisme XX                                              | Tortosa Rbla. Catalunya, 12                                                      | 40° 48′ 53″ N, 0° 31′ 09″ E / 40.814613°N,0.519229°E   | IPA-13567     | Habitatge a la rambla Catalunya i carrer Llarg de Sant Vicent (Tortosa) · Vegeu més fotos d'aquest monument · Carregueu una nova foto d'aquest monument |
| Casa Llorca, antiga Clínica de Llorca | BCIL 2007       | Modernisme XIX-XX (1919)                                   | Tortosa Rbla. Catalunya, 1                                                       | 40° 48′ 51″ N, 0° 31′ 10″ E / 40.814237°N,0.519412°E   | IPA-13568     | Casa Llorca (Tortosa) · Vegeu més fotos d'aquest monument · Carregueu una nova foto d'aquest monument                                                   |
| Casa López Vergés | BCIL 2007       | Modernisme XX                                              | Tortosa Pl. Agustí Querol, 4                                                     | 40° 48′ 45″ N, 0° 31′ 18″ E / 40.812627°N,0.521709°E   | IPA-13571     | Casa López Vergés (Tortosa) · Vegeu més fotos d'aquest monument · Carregueu una nova foto d'aquest monument                                             |
| Farmàcia Lluís, antiga Farmàcia Santmartí | BCIL 2007       | Modernisme XX                                              | Tortosa Pl. Agustí Querol, 5                                                     | 40° 48′ 45″ N, 0° 31′ 18″ E / 40.812552°N,0.521694°E   | IPA-13572     | Farmàcia Lluís (Tortosa) · Vegeu més fotos d'aquest monument · Carregueu una nova foto d'aquest monument                                                |
| Botiga Casa Canivell, Drogueria Garidell | BCIL 2007       | Modernisme XIX-XX                                          | Tortosa C. de l'Àngel, 4                                                         | 40° 48′ 44″ N, 0° 31′ 18″ E / 40.812332°N,0.521590°E   | IPA-13573     | Botiga Casa Canivell (Tortosa) · Vegeu més fotos d'aquest monument · Carregueu una nova foto d'aquest monument                                          |
| Edifici Junta d'Aigües Generalitat, antic Hotel Siboni, Casa Lamote de Grignon                                                                          | BCIL 2007       | Modernisme XX (1911)                                       | Tortosa C. de l'Àngel, 6                                                         | 40° 48′ 44″ N, 0° 31′ 18″ E / 40.812149°N,0.521573°E   | IPA-13574     | Hotel Siboni (Tortosa) · Vegeu més fotos d'aquest monument · Carregueu una nova foto d'aquest monument                                                  |
| Mercat Municipal | BCIL 2007       | Eclecticisme XIX                                           | Tortosa Pl. de Barcelona, 1                                                      | 40° 48′ 40″ N, 0° 31′ 12″ E / 40.811097°N,0.519872°E   | IPA-13575     | Mercat Municipal (Tortosa) · Vegeu més fotos d'aquest monument · Carregueu una nova foto d'aquest monument                                              |
| Habitatge a la plaça Nova del Vall, 2 |                 | Modernisme XX                                              | Tortosa Pl. Nova del Vall, 2                                                     | 40° 48′ 46″ N, 0° 31′ 19″ E / 40.812822°N,0.52191°E    | IPA-13576     | Habitatge a la plaça Nova del Vall, 2 (Tortosa) · Vegeu més fotos d'aquest monument · Carregueu una nova foto d'aquest monument                         |
| Habitatge Casa Mora |                 | Modernisme XX                                              | Tortosa C. de la Sang, 14                                                        | 40° 48′ 43″ N, 0° 31′ 17″ E / 40.811840°N,0.521344°E   | IPA-13577     | Habitatge Casa Mora (Tortosa) · Vegeu més fotos d'aquest monument · Carregueu una nova foto d'aquest monument                                           |
| Església de Sant Blai, església parroquial | BCIL 2007       | Barroc XVIII-XX                                            | Tortosa C. de Sant Blai, 7                                                       | 40° 48′ 41″ N, 0° 31′ 19″ E / 40.811485°N,0.521921°E   | IPA-13578     | Església parroquial de Sant Blai (Tortosa) · Vegeu més fotos d'aquest monument · Carregueu una nova foto d'aquest monument                              |
| Residència Sanitària Verge de la Cinta |                 | Darreres tendències XX                                     | Tortosa C. de les Esplanetes, 44                                                 | 40° 48′ 40″ N, 0° 31′ 28″ E / 40.811241°N,0.524538°E   | IPA-13579     | Residència Sanitària Verge de la Cinta (Tortosa) · Vegeu més fotos d'aquest monument · Carregueu una nova foto d'aquest monument                        |
| Monòlit commemoratiu a Mossèn Domingo Sol |                 | Modernisme XX                                              | Tortosa C. Callao, 2                                                             | 40° 48′ 49″ N, 0° 31′ 30″ E / 40.813660°N,0.525125°E   | IPA-13585     | Monòlit commemoratiu a Mossèn Domingo Sol (Tortosa) · Vegeu més fotos d'aquest monument · Carregueu una nova foto d'aquest monument                     |
| Habitatge al carrer Ros de Medrano, 2 |                 | Modernisme XIX                                             | Tortosa C. Ros de Medrano, 2                                                     | 40° 48′ 51″ N, 0° 31′ 31″ E / 40.814045°N,0.525202°E   | IPA-13586     | Habitatge al carrer Ros de Medrano, 2 (Tortosa) · Vegeu més fotos d'aquest monument · Carregueu una nova foto d'aquest monument                         |
| Habitatge al carrer Providència, 18 |                 | Eclecticisme XIX-XX                                        | Tortosa C. Providència, 18                                                       | 40° 48′ 52″ N, 0° 31′ 33″ E / 40.814533°N,0.525853°E   | IPA-13588     | Habitatge al carrer Providència, 18 (Tortosa) · Vegeu més fotos d'aquest monument · Carregueu una nova foto d'aquest monument                           |
| Col·legi de Sant Josep | BCIL 2007       | Obra popular XIX-XX                                        | Tortosa C. Callao, 6-28                                                          | 40° 48′ 49″ N, 0° 31′ 33″ E / 40.81362°N,0.52577°E     | IPA-13589     | Col·legi de Sant Josep (Tortosa) · Vegeu més fotos d'aquest monument · Carregueu una nova foto d'aquest monument                                        |
| Arcades interiors del Col·legi de la Mercè |                 | Obra popular XVII                                          | Tortosa Mur interior del col·legi de la Mercè, c. Providència                    | 40° 48′ 55″ N, 0° 31′ 33″ E / 40.81517°N,0.52597°E     | IPA-13592     | Carregueu una nova foto d'aquest monument |
| Restes de la maquinària de la Fàbrica de Gas |                 | Arquitectura del ferro XIX                                 | Tortosa Ctra. del Rastre - la Suda, barri del Rastre                             |                                                        | IPA-13593     | Restes de la maquinària de la Fàbrica de Gas (Tortosa) · Vegeu més fotos d'aquest monument · Carregueu una nova foto d'aquest monument                  |
| Carreró del Cec, Travessia del Platger |                 | Obra popular XII-XX                                        | Tortosa                                                                          | 40° 48′ 46″ N, 0° 31′ 21″ E / 40.81267°N,0.52243°E     | IPA-13595     | Carreró del Cec (Tortosa) · Vegeu més fotos d'aquest monument · Carregueu una nova foto d'aquest monument                                               |
| Carreró Esplanada |                 | Obra popular XIII-XX                                       | Tortosa                                                                          | 40° 49′ 03″ N, 0° 31′ 27″ E / 40.81743°N,0.52410°E     | IPA-13596     | Carreró de l'Esplanada (Tortosa) · Vegeu més fotos d'aquest monument · Carregueu una nova foto d'aquest monument                                        |
| Pou de carrer Figuereta |                 | Obra popular XIX                                           | Tortosa C. Figuereta                                                             | 40° 49′ 00″ N, 0° 31′ 31″ E / 40.81679°N,0.52540°E     | IPA-13597     | Pou de carrer Figuereta (Tortosa) · Vegeu més fotos d'aquest monument · Carregueu una nova foto d'aquest monument                                       |
| Jardins del Príncep, Parc de Porcar | BCIL 2007       | Obra popular XIX-XX                                        | Tortosa C. del Castell de la Suda, 5                                             | 40° 49′ 01″ N, 0° 31′ 34″ E / 40.816985°N,0.525982°E   | IPA-13598     | Jardins del Príncep (Tortosa) · Vegeu més fotos d'aquest monument · Carregueu una nova foto d'aquest monument                                           |
| Carrer de la Font de la Salut |                 | Obra popular XII-XX                                        | Tortosa                                                                          | 40° 49′ 02″ N, 0° 31′ 31″ E / 40.81715°N,0.52516°E     | IPA-13599     | Carrer de la Font de la Salut (Tortosa) · Vegeu més fotos d'aquest monument · Carregueu una nova foto d'aquest monument                                 |
| Habitatge al carrer Font de la Salut, 11-13 |                 | Obra popular XIX-XX                                        | Tortosa C. Font de la Salut, 11-13                                               | 40° 49′ 03″ N, 0° 31′ 31″ E / 40.817500°N,0.525207°E   | IPA-13601     | Habitatge al carrer de la Font de la Salut, 11-13 (Tortosa) · Vegeu més fotos d'aquest monument · Carregueu una nova foto d'aquest monument             |
| Carrer d'en Fortó |                 | Obra popular XII-XX                                        | Tortosa C. d'en Fortó, barri de Remolins                                         | 40° 49′ 03″ N, 0° 31′ 27″ E / 40.81749°N,0.52430°E     | IPA-13602     | Carrer d'en Fortó (Tortosa) · Vegeu més fotos d'aquest monument · Carregueu una nova foto d'aquest monument                                             |
| Carreró d'en Fortó |                 | Obra popular XII-XX                                        | Tortosa Carreró d'en Fortó                                                       | 40° 49′ 03″ N, 0° 31′ 27″ E / 40.81749°N,0.52430°E     | IPA-13603     | Carreró d'en Fortó (Tortosa) · Vegeu més fotos d'aquest monument · Carregueu una nova foto d'aquest monument                                            |
| Carrer de Gentildones |                 | Obra popular XII-XX                                        | Tortosa C. de Gentildones                                                        | 40° 49′ 04″ N, 0° 31′ 30″ E / 40.81775°N,0.52490°E     | IPA-13604     | Carrer de Gentildones (Tortosa) · Vegeu més fotos d'aquest monument · Carregueu una nova foto d'aquest monument                                         |
| Església de la Immaculada, Església de Sant Jaume de Remolins                                                                                           |                 | Eclecticisme XX                                            | Tortosa Pl. de la Immaculada, 12-14, barri de Remolins                           | 40° 49′ 01″ N, 0° 31′ 29″ E / 40.816903°N,0.524714°E   | IPA-13605     | Església de Sant Jaume de Remolins (Tortosa) · Vegeu més fotos d'aquest monument · Carregueu una nova foto d'aquest monument                            |
| Cooperativa de Remolins, Cooperativa de Sant Jaume, actual comissaria de la Policia Local                                                               | BCIL 2007       | Modernisme XX Inici                                        | Tortosa Pl. de la Immaculada, 16, barri de Remolins                              | 40° 49′ 00″ N, 0° 31′ 28″ E / 40.816710°N,0.524404°E   | IPA-13606     | Cooperativa de Sant Jaume (Tortosa) · Vegeu més fotos d'aquest monument · Carregueu una nova foto d'aquest monument                                     |
| Carrer de Jerusalem |                 | Obra popular XII-XX                                        | Tortosa C. Jerusalem                                                             | 40° 49′ 04″ N, 0° 31′ 25″ E / 40.81779°N,0.52362°E     | IPA-13607     | Carrer de Jerusalem (Tortosa) · Vegeu més fotos d'aquest monument · Carregueu una nova foto d'aquest monument                                           |
| Carrer Major de Remolins |                 | Obra popular XII-XX                                        | Tortosa                                                                          | 40° 49′ 04″ N, 0° 31′ 29″ E / 40.81771°N,0.52465°E     | IPA-13609     | Carrer Major de Remolins (Tortosa) · Vegeu més fotos d'aquest monument · Carregueu una nova foto d'aquest monument                                      |
| Antiga Capella de Santa Rosa |                 | Obra popular XIX-XX                                        | Tortosa C. Major de Remolins, 27, barri de Remolins                              | 40° 49′ 05″ N, 0° 31′ 29″ E / 40.818081°N,0.524752°E   | IPA-13610     | Antiga Capella de Santa Rosa (Tortosa) · Vegeu més fotos d'aquest monument · Carregueu una nova foto d'aquest monument                                  |
| Habitatge al carrer Major de Remolins, 42 |                 | Modernisme XIX-XX                                          | Tortosa C. Major de Remolins, 42                                                 | 40° 49′ 06″ N, 0° 31′ 30″ E / 40.818233°N,0.524966°E   | IPA-13611     | Habitatge al carrer Major de Remolins, 42 (Tortosa) · Vegeu més fotos d'aquest monument · Carregueu una nova foto d'aquest monument                     |
| Edifici carrer Major de Remolins 44, antiga sinagoga jueva, Casa de Sant Jordi                                                                          | BCIL 1986       | Obra popular XII, XIV, XVIII, XIX, XXI                     | Tortosa C. Major de Remolins, 44                                                 | 40° 49′ 06″ N, 0° 31′ 30″ E / 40.818302°N,0.525023°E   | IPA-13612     | Antiga sinagoga jueva (Tortosa) · Vegeu més fotos d'aquest monument · Carregueu una nova foto d'aquest monument                                         |
| Habitatge a la travessia Mur, 44 |                 | Obra popular XX                                            | Tortosa Travessia del Mur, 44                                                    | 40° 49′ 06″ N, 0° 31′ 32″ E / 40.818279°N,0.525475°E   | IPA-13613     | Habitatge a la travessia del Mur, 44 (Tortosa) · Vegeu més fotos d'aquest monument · Carregueu una nova foto d'aquest monument                          |
| Carrer Murada de Remolins |                 | Obra popular XII-XX                                        | Tortosa                                                                          | 40° 49′ 06″ N, 0° 31′ 31″ E / 40.81839°N,0.52539°E     | IPA-13615     | Carrer Murada de Remolins (Tortosa) · Vegeu més fotos d'aquest monument · Carregueu una nova foto d'aquest monument                                     |
| Travessia de la Murada |                 | Obra popular XIX-XX                                        | Tortosa Travessia de la Murada, barri de Remolins                                | 40° 49′ 05″ N, 0° 31′ 33″ E / 40.818059°N,0.525829°E   | IPA-13616     | Travessia de la Murada (Tortosa) · Vegeu més fotos d'aquest monument · Carregueu una nova foto d'aquest monument                                        |
| Habitatge al carrer Pintor Casanova i carrer Rasquera                                                                                                   |                 | Eclecticisme XX Inici                                      | Tortosa C. Pintor Casanova - c. Rasquera, (enderrocat)                           |                                                        | IPA-13618     | Carregueu una nova foto d'aquest monument |
| Plaça del Platger |                 | Obra popular XII-XX                                        | Tortosa Pl. del Platger                                                          | 40° 49′ 04″ N, 0° 31′ 32″ E / 40.81766°N,0.52552°E     | IPA-13619     | Plaça del Platger (Tortosa) · Vegeu més fotos d'aquest monument · Carregueu una nova foto d'aquest monument                                             |
| Plaça del Pou |                 | Obra popular XIX-XX                                        | Tortosa Barri de Remolins                                                        | 40° 49′ 05″ N, 0° 31′ 31″ E / 40.818108°N,0.525394°E   | IPA-13620     | Plaça del Pou (Tortosa) · Vegeu més fotos d'aquest monument · Carregueu una nova foto d'aquest monument                                                 |
| Carrer del Sol |                 | Obra popular XII-XX                                        | Tortosa Barri de Remolins                                                        | 40° 49′ 05″ N, 0° 31′ 28″ E / 40.81810°N,0.52451°E     | IPA-13621     | Carrer del Sol (Tortosa) · Vegeu més fotos d'aquest monument · Carregueu una nova foto d'aquest monument                                                |
| Habitatge travessia del Sol, 1 |                 | Obra popular XIX-XX                                        | Tortosa Travessia del Sol, 1                                                     | 40° 49′ 04″ N, 0° 31′ 28″ E / 40.817873°N,0.524449°E   | IPA-13622     | Habitatge a la travessia del Sol, 1 (Tortosa) · Vegeu més fotos d'aquest monument · Carregueu una nova foto d'aquest monument                           |
| Habitatge al carrer Sol, 43 |                 | Modernisme, noucentisme XX                                 | Tortosa C. del Sol, 43                                                           | 40° 49′ 05″ N, 0° 31′ 28″ E / 40.818119°N,0.524574°E   | IPA-13623     | Habitatge al carrer del Sol, 43 (Tortosa) · Vegeu més fotos d'aquest monument · Carregueu una nova foto d'aquest monument                               |
| Travessia de Vandellòs |                 | Obra popular XIX-XX                                        | Tortosa Travessia de Vandellòs, barri de Remolins                                | 40° 49′ 04″ N, 0° 31′ 35″ E / 40.817734°N,0.526321°E   | IPA-13624     | Travessia de Vandellòs (Tortosa) · Vegeu més fotos d'aquest monument · Carregueu una nova foto d'aquest monument                                        |
| Carrer de Vilanova |                 | Obra popular XII-XX                                        | Tortosa Barri de Remolins                                                        | 40° 49′ 05″ N, 0° 31′ 30″ E / 40.81793°N,0.52508°E     | IPA-13625     | Carrer de Vilanova (Tortosa) · Vegeu més fotos d'aquest monument · Carregueu una nova foto d'aquest monument                                            |
| Carreró Primer de Vilanova i carrer d'en Rubí |                 | Obra popular XII-XX                                        | Tortosa C. Primer de Vilanova - c. d'en Rubí, barri de Remolins                  | 40° 49′ 04″ N, 0° 31′ 31″ E / 40.81780°N,0.52517°E     | IPA-13627     | Carreró Primer de Vilanova i carrer d'en Rubí (Tortosa) · Vegeu més fotos d'aquest monument · Carregueu una nova foto d'aquest monument                 |
| Carreró Segon de Vilanova |                 | Obra popular XIX-XX                                        | Tortosa C. Segon de Vilanova, barri de Remolins                                  | 40° 49′ 04″ N, 0° 31′ 33″ E / 40.81781°N,0.52592°E     | IPA-13628     | Carreró Segon de Vilanova (Tortosa) · Vegeu més fotos d'aquest monument · Carregueu una nova foto d'aquest monument                                     |
| Carrer de la Cortadura |                 | Obra popular XIX-XX                                        | Tortosa                                                                          | 40° 48′ 59″ N, 0° 31′ 26″ E / 40.81629°N,0.52375°E     | IPA-13630     | Carrer de la Cortadura (Tortosa) · Vegeu més fotos d'aquest monument · Carregueu una nova foto d'aquest monument                                        |
| Habitatge al carrer Major de Sant Jaume, 6 (Banys àrabs)                                                                                                |                 | Modernisme XIX-XX                                          | Tortosa C. Major de Sant Jaume, 6                                                | 40° 48′ 58″ N, 0° 31′ 24″ E / 40.816239°N,0.523273°E   | IPA-13631     | Habitatge al carrer Major de Sant Jaume, 6 (Tortosa) · Vegeu més fotos d'aquest monument · Carregueu una nova foto d'aquest monument                    |
| Habitatge al carrer Major de Sant Jaume, 9 |                 | Modernisme XIX-XX                                          | Tortosa C. Major de Sant Jaume, 9                                                | 40° 48′ 58″ N, 0° 31′ 23″ E / 40.815975°N,0.523109°E   | IPA-13632     | Habitatge al carrer Major de Sant Jaume, 9 (Tortosa) · Vegeu més fotos d'aquest monument · Carregueu una nova foto d'aquest monument                    |
| Habitatge al carrer Major de Sant Jaume, 11 |                 | Obra popular XIX-XX                                        | Tortosa C. Major de Sant Jaume, 11                                               | 40° 48′ 59″ N, 0° 31′ 24″ E / 40.816342°N,0.523288°E   | IPA-13633     | Habitatge al carrer Major de Sant Jaume, 11 (Tortosa) · Vegeu més fotos d'aquest monument · Carregueu una nova foto d'aquest monument                   |
| Habitatge al carrer Major de Sant Jaume, 17 |                 | Obra popular XIX-XX                                        | Tortosa C. Major de Sant Jaume, 17                                               | 40° 48′ 59″ N, 0° 31′ 24″ E / 40.816437°N,0.523424°E   | IPA-13634     | Habitatge al carrer Major de Sant Jaume, 17 (Tortosa) · Vegeu més fotos d'aquest monument · Carregueu una nova foto d'aquest monument                   |
| Habitatge de la plaça de Sant Jaume, 9-10 |                 | Obra popular XIX-XX                                        | Tortosa Pl. Sant Jaume, 9-10                                                     | 40° 48′ 58″ N, 0° 31′ 23″ E / 40.816101°N,0.523083°E   | IPA-13635     | Habitatge de la plaça de Sant Jaume, 9-10 (Tortosa) · Vegeu més fotos d'aquest monument · Carregueu una nova foto d'aquest monument                     |
| Habitatge a la plaça Sant Jaume, 14 |                 | Obra popular, modernisme XX Inici                          | Tortosa Pl. Sant Jaume, 14                                                       | 40° 48′ 57″ N, 0° 31′ 23″ E / 40.815967°N,0.522919°E   | IPA-13636     | Habitatge a la plaça de Sant Jaume, 14 (Tortosa) · Vegeu més fotos d'aquest monument · Carregueu una nova foto d'aquest monument                        |
| Habitatge al carrer Sant Josep, 6 |                 | Obra popular XIX-XX                                        | Tortosa C. Sant Josep, 6                                                         | 40° 48′ 58″ N, 0° 31′ 25″ E / 40.816229°N,0.523494°E   | IPA-13637     | Habitatge al carrer de Sant Josep, 6 (Tortosa) · Vegeu més fotos d'aquest monument · Carregueu una nova foto d'aquest monument                          |
| Habitatge al carrer Santa Anna, 1 |                 | Modernisme XX                                              | Tortosa C. Santa Anna, 1, barri de Sant Jaume                                    | 40° 48′ 53″ N, 0° 31′ 19″ E / 40.814737°N,0.522025°E   | IPA-13638     | Habitatge al carrer de Santa Anna, 1 (Tortosa) · Vegeu més fotos d'aquest monument · Carregueu una nova foto d'aquest monument                          |
| Habitatge i accés a la costa de l'Escorxador Vell |                 | Obra popular XIX-XX                                        | Tortosa C. Santa Anna, 2, barri de Sant Jaume                                    | 40° 48′ 53″ N, 0° 31′ 20″ E / 40.814690°N,0.522225°E   | IPA-13639     | Habitatge i accés a la costa de l'Escorxador Vell (Tortosa) · Vegeu més fotos d'aquest monument · Carregueu una nova foto d'aquest monument             |
| Comunitat de Regants de l'Esquerra de l'Ebre, antic Palau Montagut                                                                                      | BCIL 2007       | Modernisme XX                                              | Tortosa C. Santa Anna, 3-5                                                       | 40° 48′ 54″ N, 0° 31′ 20″ E / 40.814886°N,0.522174°E   | IPA-13640     | Comunitat de Regants de l'Esquerra de l'Ebre (Tortosa) · Vegeu més fotos d'aquest monument · Carregueu una nova foto d'aquest monument                  |
| Habitatge al carrer Santa Anna, 7, antiga Casa Lamote                                                                                                   |                 | Modernisme, obra popular XIX-XX                            | Tortosa C. Santa Anna, 7, barri de Sant Jaume                                    | 40° 48′ 54″ N, 0° 31′ 20″ E / 40.815042°N,0.522260°E   | IPA-13642     | Habitatge al carrer de Santa Anna, 7 (Tortosa) · Vegeu més fotos d'aquest monument · Carregueu una nova foto d'aquest monument                          |
| Habitatge al carrer Santa Anna, 9 |                 | Obra popular XIX-XX                                        | Tortosa C. Santa Anna, 9, barri de Sant Jaume                                    | 40° 48′ 55″ N, 0° 31′ 20″ E / 40.815157°N,0.522297°E   | IPA-13643     | Habitatge al carrer de Santa Anna, 9 (Tortosa) · Vegeu més fotos d'aquest monument · Carregueu una nova foto d'aquest monument                          |
| Habitatge al carrer Santa Anna, 11 |                 | Modernisme XIX-XX                                          | Tortosa C. Santa Anna, 11, barri de Sant Jaume                                   | 40° 48′ 55″ N, 0° 31′ 20″ E / 40.815243°N,0.522329°E   | IPA-13644     | Habitatge al carrer de Santa Anna, 11 (Tortosa) · Vegeu més fotos d'aquest monument · Carregueu una nova foto d'aquest monument                         |
| Habitatge al carrer Santa Anna, 17 |                 | Obra popular XIX                                           | Tortosa C. Santa Anna, 17 (enderrocat)                                           | 40° 48′ 55″ N, 0° 31′ 21″ E / 40.815415°N,0.522364°E   | IPA-13645     | Carregueu una nova foto d'aquest monument |
| Habitatge al carrer Santa Anna, 19 |                 | Modernisme XIX-XX                                          | Tortosa C. Santa Anna, 19, barri de Sant Jaume                                   | 40° 48′ 56″ N, 0° 31′ 21″ E / 40.815452°N,0.522399°E   | IPA-13646     | Habitatge al carrer de Santa Anna, 19 (Tortosa) · Vegeu més fotos d'aquest monument · Carregueu una nova foto d'aquest monument                         |
| Habitatge al carrer Santa Anna, 21 |                 | Obra popular XIX-XX                                        | Tortosa C. Santa Anna, 21, barri de Sant Jaume                                   | 40° 48′ 56″ N, 0° 31′ 21″ E / 40.815496°N,0.522432°E   | IPA-13647     | Habitatge al carrer de Santa Anna, 21 (Tortosa) · Vegeu més fotos d'aquest monument · Carregueu una nova foto d'aquest monument                         |
| Habitatge al carrer Santa Anna, 23 |                 | Obra popular XIX                                           | Tortosa C. Santa Anna, 23                                                        | 40° 48′ 56″ N, 0° 31′ 21″ E / 40.815545°N,0.522455°E   | IPA-13648     | Habitatge al carrer de Santa Anna, 23 (Tortosa) · Vegeu més fotos d'aquest monument · Carregueu una nova foto d'aquest monument                         |
| Habitatge al carrer Santa Anna, 25 |                 | Obra popular XIX                                           | Tortosa C. Santa Anna, 25, barri de Sant Jaume                                   | 40° 48′ 56″ N, 0° 31′ 21″ E / 40.815595°N,0.522452°E   | IPA-13649     | Habitatge al carrer de Santa Anna, 25 (Tortosa) · Vegeu més fotos d'aquest monument · Carregueu una nova foto d'aquest monument                         |
| Habitatge al carrer Santa Anna, 29 |                 | Modernisme, noucentisme XX Inici                           | Tortosa C. Santa Anna, 29, barri de Sant Jaume                                   | 40° 48′ 56″ N, 0° 31′ 21″ E / 40.815675°N,0.522524°E   | IPA-13650     | Habitatge al carrer de Santa Anna, 29 (Tortosa) · Vegeu més fotos d'aquest monument · Carregueu una nova foto d'aquest monument                         |
| Carrer del Carme |                 | Modernisme XIX-XX                                          | Tortosa C. del Carme, barri de Santa Clara                                       | 40° 48′ 44″ N, 0° 31′ 20″ E / 40.81218°N,0.52226°E     | IPA-13652     | Carregueu una nova foto d'aquest monument |
| Carrer Francesc Gil de Frederic, carrer Ample |                 | Obra popular XII-XIX                                       | Tortosa Barri de Santa Clara                                                     | 40° 48′ 47″ N, 0° 31′ 21″ E / 40.81302°N,0.52258°E     | IPA-13654     | Carregueu una nova foto d'aquest monument |
| Casa Gil de Frederic, Palau Gil de Frederic | BCIL 2007       | Eclecticisme XVIII-XX                                      | Tortosa C. Francesc Gil de Frederic, 2, barri de Santa Clara                     | 40° 48′ 46″ N, 0° 31′ 20″ E / 40.812713°N,0.522346°E   | IPA-13655     | Palau Gil de Frederic (Tortosa) · Vegeu més fotos d'aquest monument · Carregueu una nova foto d'aquest monument                                         |
| Habitatge al carrer Mercaders, 5 |                 | Obra popular XIX                                           | Tortosa C. Merdaders, 5, barri de Santa Clara                                    | 40° 48′ 43″ N, 0° 31′ 19″ E / 40.811915°N,0.521985°E   | IPA-13656     | Habitatge al carrer dels Mercaders, 5 (Tortosa) · Vegeu més fotos d'aquest monument · Carregueu una nova foto d'aquest monument                         |
| Habitatge al carrer Mercaders, 26 |                 | Obra popular XVII-XVIII                                    | Tortosa C. Mercaders, 26, barri de Santa Clara                                   | 40° 48′ 44″ N, 0° 31′ 22″ E / 40.812194°N,0.522807°E   | IPA-13657     | Habitatge al carrer dels Mercaders, 26 (Tortosa) · Vegeu més fotos d'aquest monument · Carregueu una nova foto d'aquest monument                        |
| Carrer de Montcada |                 | Obra popular XII-XX                                        | Tortosa C. Montcada, barri de Santa Clara                                        | 40° 48′ 45″ N, 0° 31′ 21″ E / 40.81255°N,0.52257°E     | IPA-13658     | Carrer de Montcada (Tortosa) · Vegeu més fotos d'aquest monument · Carregueu una nova foto d'aquest monument                                            |
| Edifici del carrer de Montcada, 11 |                 | Obra popular, barroc XVI-XIX                               | Tortosa C. Montcada, 11, barri de Santa Clara                                    | 40° 48′ 46″ N, 0° 31′ 22″ E / 40.812643°N,0.522663°E   | IPA-13659     | Edifici del carrer de Montcada, 11 (Tortosa) · Vegeu més fotos d'aquest monument · Carregueu una nova foto d'aquest monument                            |
| Antiga Església de Sant Antoni |                 | Gòtic, neoclassicisme XV-XVIII                             | Tortosa C. Montcada, 17                                                          | 40° 48′ 46″ N, 0° 31′ 23″ E / 40.812833°N,0.523133°E   | IPA-13661     | Antiga Església de Sant Antoni (Tortosa) · Vegeu més fotos d'aquest monument · Carregueu una nova foto d'aquest monument                                |
| Casa Tallada-Ravenals, Palau Abària, Delegació del Govern                                                                                               | BCIL 2007       | Gòtic, barroc XV-XVI, XVIII                                | Tortosa C. Montcada, 23 (abans 27), barri de Santa Clara                         | 40° 48′ 47″ N, 0° 31′ 24″ E / 40.813004°N,0.523412°E   | IPA-13662     | Casa Tallada-Ravenals (Tortosa) · Vegeu més fotos d'aquest monument · Carregueu una nova foto d'aquest monument                                         |
| Església dels Dolors, antic convent de les Germanes del Sagrat Cor                                                                                      |                 | Barroc XVIII                                               | Tortosa C. Montcada, 25                                                          | 40° 48′ 47″ N, 0° 31′ 25″ E / 40.813132°N,0.523582°E   | IPA-13663     | Església dels Dolors (Tortosa) · Vegeu més fotos d'aquest monument · Carregueu una nova foto d'aquest monument                                          |
| Casa Climent | BCIL 2007       | Modernisme XX (1910)                                       | Tortosa C. Montcada, 26, barri de Santa Clara                                    | 40° 48′ 47″ N, 0° 31′ 24″ E / 40.813002°N,0.523439°E   | IPA-13664     | Casa Climent (Tortosa) · Vegeu més fotos d'aquest monument · Carregueu una nova foto d'aquest monument                                                  |
| Habitatge al carrer Montcada, 32, antiga Funerària La Tortosina                                                                                         |                 | Modernisme XX                                              | Tortosa C. Montcada, 32                                                          | 40° 48′ 47″ N, 0° 31′ 25″ E / 40.813027°N,0.523595°E   | IPA-13665     | Carregueu una nova foto d'aquest monument |
| Convent de la Puríssima, Temple de la Puríssima Concepció Victòria                                                                                      | BCIL 2007       | Barroc XVII-XIX, XX                                        | Tortosa C. Montcada, 34-36                                                       | 40° 48′ 47″ N, 0° 31′ 27″ E / 40.813060°N,0.524130°E   | IPA-13666     | Convent de la Puríssima (Tortosa) · Vegeu més fotos d'aquest monument · Carregueu una nova foto d'aquest monument                                       |
| Habitatge del carrer del Replà, 1 |                 | Modernisme XIX                                             | Tortosa C. del Replà, 1, barri de Santa Clara                                    | 40° 48′ 49″ N, 0° 31′ 27″ E / 40.813567°N,0.524176°E   | IPA-13668     | Habitatge del carrer del Replà, 1 (Tortosa) · Vegeu més fotos d'aquest monument · Carregueu una nova foto d'aquest monument                             |
| Carrer de Sant Antoni |                 | Obra popular XVIII-XIX                                     | Tortosa C. Sant Antoni, barri de Santa Clara                                     | 40° 48′ 47″ N, 0° 31′ 23″ E / 40.813141°N,0.523104°E   | IPA-13669     | Carregueu una nova foto d'aquest monument |
| El Calvari |                 | Neoclassicisme XVIII                                       | Tortosa Pujada de Sant Francesc, 20                                              | 40° 48′ 42″ N, 0° 31′ 23″ E / 40.811722°N,0.522938°E   | IPA-13671     | El Calvari (Tortosa) · Vegeu més fotos d'aquest monument · Carregueu una nova foto d'aquest monument                                                    |
| Calvari de Sant Francesc, Església de Sant Francesc | BCIL 2007       | Neoclassicisme XVIII-XIX                                   | Tortosa Pujada de Sant Blai, 18-20, barri de Santa Clara                         | 40° 48′ 42″ N, 0° 31′ 22″ E / 40.81165°N,0.52279°E     | IPA-13672     | Calvari de Sant Francesc (Tortosa) · Vegeu més fotos d'aquest monument · Carregueu una nova foto d'aquest monument                                      |
| Plaça de Sant Joan, plaça del Replà |                 | Barroc, obra popular XVIII-XX                              | Tortosa Pl. de Sant Joan, barri de Santa Clara                                   | 40° 48′ 47″ N, 0° 31′ 29″ E / 40.81317°N,0.52473°E     | IPA-13673     | Plaça de Sant Joan (Tortosa) · Vegeu més fotos d'aquest monument · Carregueu una nova foto d'aquest monument                                            |
| Escola d'Arts i Oficis Artístics, antic convent i església de Sant Joan                                                                                 | BCIL 2004       | Barroc XVIII                                               | Tortosa Pl. de Sant Joan, 5, barri de Santa Clara                                | 40° 48′ 48″ N, 0° 31′ 29″ E / 40.813222°N,0.524766°E   | IPA-13674     | Escola d'Arts i Oficis Artístics (Tortosa) · Vegeu més fotos d'aquest monument · Carregueu una nova foto d'aquest monument                              |
| Església de Nostra Senyora de les Neus |                 | Gòtic XIII-XIV                                             | Tortosa Pujada de Santa Clara, 19, barri de Santa Clara                          | 40° 48′ 44″ N, 0° 31′ 29″ E / 40.812257°N,0.524838°E   | IPA-13675     | Església de Nostra Senyora de les Neus (Tortosa) · Vegeu més fotos d'aquest monument · Carregueu una nova foto d'aquest monument                        |
| Convent de Santa Clara | BCIL 2007       | Gòtic XIII-XIV, XX                                         | Tortosa Pujada de Santa Clara, 19, barri de Santa Clara                          | 40° 48′ 44″ N, 0° 31′ 29″ E / 40.812351°N,0.524854°E   | IPA-13676     | Convent de Santa Clara (Tortosa) · Vegeu més fotos d'aquest monument · Carregueu una nova foto d'aquest monument                                        |
| Casa Ballester I | BCIL 2007       | Modernisme XX (1931)                                       | Tortosa Pl. Alfons XII, 2                                                        | 40° 48′ 34″ N, 0° 31′ 16″ E / 40.8094001°N,0.5212042°E | IPA-13679     | Casa Ballester I (Tortosa) · Vegeu més fotos d'aquest monument · Carregueu una nova foto d'aquest monument                                              |
| Edifici del Banc Hispano Americano |                 | Monumentalisme academicista XX                             | Tortosa Pl. Alfons XII, 9                                                        | 40° 48′ 34″ N, 0° 31′ 15″ E / 40.809425°N,0.520926°E   | IPA-13680     | Edifici del Banc Hispano Americano (Tortosa) · Vegeu més fotos d'aquest monument · Carregueu una nova foto d'aquest monument                            |
| Casa Sabaté, antiga Clínica Sabaté | BCIL 2007       | Modernisme XX (1915)                                       | Tortosa Pl. Alfons XII, 7                                                        | 40° 48′ 34″ N, 0° 31′ 17″ E / 40.809377°N,0.521353°E   | IPA-13681     | Casa Sabaté (Tortosa) · Vegeu més fotos d'aquest monument · Carregueu una nova foto d'aquest monument                                                   |
| Casa Matheu | BCIL 2007       | Modernisme Pau Monguió i Segura XX (1907)                  | Tortosa C. Cervantes, 2                                                          | 40° 48′ 37″ N, 0° 31′ 19″ E / 40.810168°N,0.521902°E   | IPA-13682     | Casa Matheu (Tortosa) · Vegeu més fotos d'aquest monument · Carregueu una nova foto d'aquest monument                                                   |
| Cambra de Comerç, Casa Brunet | BCIL 2007       | Eclecticisme XX (1917)                                     | Tortosa C. Cervantes, 7                                                          | 40° 48′ 37″ N, 0° 31′ 20″ E / 40.810146°N,0.522131°E   | IPA-13683     | Casa Brunet (Tortosa) · Vegeu més fotos d'aquest monument · Carregueu una nova foto d'aquest monument                                                   |
| Casa Català, Casa Franquet |                 | Eclecticisme XIX                                           | Tortosa C. Cervantes, 12                                                         | 40° 48′ 34″ N, 0° 31′ 19″ E / 40.809411°N,0.522034°E   | IPA-13684     | Casa Català (Tortosa) · Vegeu més fotos d'aquest monument · Carregueu una nova foto d'aquest monument                                                   |
| UNED, antic Banc d'Espanya | BCIL 2007       | Noucentisme XX                                             | Tortosa C. Cervantes, 17                                                         | 40° 48′ 34″ N, 0° 31′ 20″ E / 40.809429°N,0.522301°E   | IPA-13685     | Antic Banc d'Espanya (Tortosa) · Vegeu més fotos d'aquest monument · Carregueu una nova foto d'aquest monument                                          |
| Convent de les Serves de Jesús | BCIL 2007       | Historicisme XX                                            | Tortosa C. Cervantes, 19                                                         | 40° 48′ 32″ N, 0° 31′ 20″ E / 40.809006°N,0.522318°E   | IPA-13686     | Convent de les Serves de Jesús (Tortosa) · Vegeu més fotos d'aquest monument · Carregueu una nova foto d'aquest monument                                |
| Casa Albacar | BCIL 2007       | Eclecticisme, modernisme XX                                | Tortosa C. Cervantes, 21                                                         | 40° 48′ 32″ N, 0° 31′ 20″ E / 40.809012°N,0.522321°E   | IPA-13687     | Casa Albacar (Tortosa) · Vegeu més fotos d'aquest monument · Carregueu una nova foto d'aquest monument                                                  |
| Casa Margenat | BCIL 2007       | Eclecticisme XIX                                           | Tortosa C. Cervantes, 22-26                                                      | 40° 48′ 31″ N, 0° 31′ 20″ E / 40.808621°N,0.522170°E   | IPA-13688     | Casa Margenat (Tortosa) · Vegeu més fotos d'aquest monument · Carregueu una nova foto d'aquest monument                                                 |
| Edifici de la Ferreteria Margalef |                 | Racionalisme XX                                            | Tortosa Av. Generalitat, 69                                                      | 40° 48′ 35″ N, 0° 31′ 13″ E / 40.809762°N,0.520169°E   | IPA-13691     | Edifici de la Ferreteria Margalef (Tortosa) · Vegeu més fotos d'aquest monument · Carregueu una nova foto d'aquest monument                             |
| Estació del Carrilet, Espai jove Lo Carrilet | BCIL 2007       | Noucentisme XX                                             | Tortosa Av. de la Generalitat                                                    | 40° 48′ 21″ N, 0° 31′ 14″ E / 40.805930°N,0.520595°E   | IPA-13692     | Estació del Carrilet (Tortosa) · Vegeu més fotos d'aquest monument · Carregueu una nova foto d'aquest monument                                          |
| Parc de Teodor Gonzàlez | BCIL 2007       | Modernisme XIX, XX                                         | Tortosa Av. de la Generalitat                                                    | 40° 48′ 29″ N, 0° 31′ 09″ E / 40.807978°N,0.519147°E   | IPA-13693     | Parc de Teodor Gonzàlez (Tortosa) · Vegeu més fotos d'aquest monument · Carregueu una nova foto d'aquest monument                                       |
| Llotja de Tortosa, Porxo del Blat | BCIL 2007       | Gòtic XIV                                                  | Tortosa Parc de Teodor Gonzàlez                                                  | 40° 48′ 31″ N, 0° 31′ 09″ E / 40.8087°N,0.51916°E      | IPA-13694     | Llotja (Tortosa) · Vegeu més fotos d'aquest monument · Carregueu una nova foto d'aquest monument                                                        |
| Locomotora de Vapor del Carrilet |                 | XX                                                         | Tortosa Parc de Teodor Gonzàlez, Eixample del Temple                             | 40° 48′ 26″ N, 0° 31′ 11″ E / 40.80734°N,0.51970°E     | IPA-13696     | Locomotora de Vapor del Carrilet (Tortosa) · Vegeu més fotos d'aquest monument · Carregueu una nova foto d'aquest monument                              |
| Casa dels Nassos |                 | Racionalisme XX                                            | Tortosa C. Genovesos, 12-16                                                      | 40° 48′ 33″ N, 0° 31′ 19″ E / 40.809035°N,0.521858°E   | IPA-13697     | Casa dels Nassos (Tortosa) · Vegeu més fotos d'aquest monument · Carregueu una nova foto d'aquest monument                                              |
| Casa Ballester II, Edifici del Centre del Comerç | BCIL 2007       | Noucentisme XIX-XX                                         | Tortosa C. Ricard Cirera, 6 - pl. Alfons XII, 3                                  | 40° 48′ 38″ N, 0° 31′ 17″ E / 40.810476°N,0.521309°E   | IPA-13698     | Casa Ballester II (Tortosa) · Vegeu més fotos d'aquest monument · Carregueu una nova foto d'aquest monument                                             |
| Estació de Renfe | BCIL 2007       | Eclecticisme XIX                                           | Tortosa C. Poeta Vicenç Garcia, 6                                                | 40° 48′ 26″ N, 0° 31′ 23″ E / 40.807278°N,0.522925°E   | IPA-13699     | Estació de Renfe (Tortosa) · Vegeu més fotos d'aquest monument · Carregueu una nova foto d'aquest monument                                              |
| Casa Bau | BCIL 2007       | Modernisme Josep Plantada Artigas XX (1915)                | Tortosa C. Ramon Berenguer IV, 26                                                | 40° 48′ 34″ N, 0° 31′ 23″ E / 40.809537°N,0.523031°E   | IPA-13700     | Casa Bau (Tortosa) · Vegeu més fotos d'aquest monument · Carregueu una nova foto d'aquest monument                                                      |
| Casa Jordà, Casa Bernardo Grego | BCIL 2007       | Modernisme XX                                              | Tortosa C. Argentina, 15                                                         | 40° 48′ 35″ N, 0° 31′ 13″ E / 40.809775°N,0.520292°E   | IPA-13702     | Casa Jordà (Tortosa) · Vegeu més fotos d'aquest monument · Carregueu una nova foto d'aquest monument                                                    |
| Casa Homedes | BCIL 2007       | Noucentisme XIX-XX                                         | Tortosa C. Sant Ildefons, 2 (enderrocat)                                         | 40° 48′ 37″ N, 0° 31′ 15″ E / 40.810374°N,0.520720°E   | IPA-13704     | Carregueu una nova foto d'aquest monument |
| Casa Franquet, lo Fuster | BCIL 2007       | Eclecticisme XIX-XX                                        | Tortosa C. Teodor Gonzàlez, 36                                                   | 40° 48′ 37″ N, 0° 31′ 21″ E / 40.810233°N,0.522475°E   | IPA-13706     | Casa Franquet (Tortosa) · Vegeu més fotos d'aquest monument · Carregueu una nova foto d'aquest monument                                                 |
| Cinema Fèmina | BCIL 2007       | Monumentalisme academicista XX                             | Tortosa C. Teodor Gonzàlez, 45                                                   | 40° 48′ 37″ N, 0° 31′ 19″ E / 40.810301°N,0.521837°E   | IPA-13707     | Cinema Fèmina (Tortosa) · Vegeu més fotos d'aquest monument · Carregueu una nova foto d'aquest monument                                                 |
| Seminari Diocesà de Tortosa | BCIL 2007       | Monumentalisme academicista XX                             | Tortosa Turó del Seminari                                                        | 40° 48′ 26″ N, 0° 31′ 32″ E / 40.807296°N,0.525676°E   | IPA-13709     | Seminari Diocesà (Tortosa) · Vegeu més fotos d'aquest monument · Carregueu una nova foto d'aquest monument                                              |
| Ajuntament de Tortosa | BCIL 2007       | Monumentalisme academicista XX                             | Tortosa Pl. de l'Ajuntament                                                      | 40° 48′ 39″ N, 0° 31′ 15″ E / 40.810965°N,0.520865°E   | IPA-13710     | Ajuntament (Tortosa) · Vegeu més fotos d'aquest monument · Carregueu una nova foto d'aquest monument                                                    |
| Mas |                 | Obra popular XX                                            | Tortosa C. Enric d'Ossó                                                          | 40° 48′ 11″ N, 0° 31′ 04″ E / 40.803098°N,0.517643°E   | IPA-13711     | Mas al carrer Enric d'Ossó (Tortosa) · Vegeu més fotos d'aquest monument · Carregueu una nova foto d'aquest monument                                    |
| Habitatges av. Generalitat, 83-87 |                 | Modernisme XIX-XX                                          | Tortosa Av. Generalitat, 83-87                                                   | 40° 48′ 30″ N, 0° 31′ 13″ E / 40.808239°N,0.520307°E   | IPA-13712     | Habitatges a l'avinguda de la Generalitat, 83-87 (Tortosa) · Vegeu més fotos d'aquest monument · Carregueu una nova foto d'aquest monument              |
| Casa Pallarès, Vil·la Alícia | BCIL 2007       | Modernisme Pau Monguió i Segura XX (1906)                  | Tortosa Av. Generalitat, 108                                                     | 40° 48′ 14″ N, 0° 31′ 14″ E / 40.803948°N,0.520602°E   | IPA-13713     | Casa Pallarès (Tortosa) · Vegeu més fotos d'aquest monument · Carregueu una nova foto d'aquest monument                                                 |
| Habitatges av. Generalitat, 97-99 |                 | Modernisme XIX-XX                                          | Tortosa Av. Generalitat, 97-99                                                   | 40° 48′ 29″ N, 0° 31′ 13″ E / 40.808098°N,0.520302°E   | IPA-13714     | Habitatges a l'avinguda de la Generalitat, 97-99 (Tortosa) · Vegeu més fotos d'aquest monument · Carregueu una nova foto d'aquest monument              |
| Casa Pinyana | BCIL 2007       | Modernisme Pau Monguió i Segura XIX-XX (1923)              | Tortosa Av. Generalitat, 105                                                     | 40° 48′ 28″ N, 0° 31′ 13″ E / 40.807754°N,0.520356°E   | IPA-13715     | Casa Pinyana (Tortosa) · Vegeu més fotos d'aquest monument · Carregueu una nova foto d'aquest monument                                                  |
| Racó de Mig Camí |                 | Obra popular XIX-XX                                        | Tortosa Ctra. de la Simpàtica                                                    | 40° 48′ 50″ N, 0° 32′ 47″ E / 40.81401°N,0.54649°E     | IPA-13722     | Carregueu una nova foto d'aquest monument |
| Ermita de Mig Camí, Ermita de Mitan Camí | BCIL 2007       | Barroc, obra popular XVII-XX                               | Tortosa                                                                          | 40° 48′ 48″ N, 0° 33′ 04″ E / 40.81325°N,0.55122°E     | IPA-13723     | Ermita de Mig Camí (Tortosa) · Vegeu més fotos d'aquest monument · Carregueu una nova foto d'aquest monument                                            |
| Capella de Montserrat |                 | Darreres tendències XX                                     | Tortosa Ctra. de la Simpàtica, 45                                                | 40° 48′ 47″ N, 0° 32′ 07″ E / 40.81295°N,0.53536°E     | IPA-13724     | Capella de Montserrat (Tortosa) · Vegeu més fotos d'aquest monument · Carregueu una nova foto d'aquest monument                                         |
| Sant Josep de la Muntanya |                 | Obra popular XX                                            | Tortosa Camí de Sant Josep                                                       | 40° 49′ 03″ N, 0° 32′ 33″ E / 40.817481°N,0.542621°E   | IPA-13725     | Carregueu una nova foto d'aquest monument |
| Antic poblat de Fullola |                 | Gòtic XI-XIII                                              | Tortosa Barranc de Fullola                                                       | 40° 51′ 50″ N, 0° 38′ 45″ E / 40.863806°N,0.645826°E   | IPA-13727     | Carregueu una nova foto d'aquest monument |
| Església de la Mare de Déu de la Fullola |                 | Gòtic XI-XIII                                              | Tortosa Barranc de Fullola                                                       | 40° 51′ 50″ N, 0° 38′ 46″ E / 40.863752°N,0.646146°E   | IPA-13728     | Església de la Mare de Déu de la Fullola (Tortosa) · Vegeu més fotos d'aquest monument · Carregueu una nova foto d'aquest monument                      |
| Mas |                 | Obra popular XIX-XX                                        | Tortosa Ctra. Tortosa - Santa Bàrbara                                            |                                                        | IPA-13730     | Carregueu una nova foto d'aquest monument |
| Capella del Fossar Vell de Tortosa |                 | Historicisme, modernisme XIX                               | Tortosa C. Barcelona - c. Sant Jordi, raval de la Llet                           |                                                        | IPA-13773     | Carregueu una nova foto d'aquest monument |
| Tomba Família Bertomeu |                 | Noucentisme XX                                             | Tortosa Fossar Vell                                                              |                                                        | IPA-13774     | Carregueu una nova foto d'aquest monument |
| Tomba Família Cruells |                 | Modernisme XX                                              | Tortosa Fossar Vell                                                              |                                                        | IPA-13775     | Carregueu una nova foto d'aquest monument |
| Tomba Família Llasat |                 | Eclecticisme XIX                                           | Tortosa Fossar Vell                                                              |                                                        | IPA-13776     | Carregueu una nova foto d'aquest monument |
| Tomba Família Olesa |                 | Noucentisme XX                                             | Tortosa Fossar Vell                                                              |                                                        | IPA-13777     | Carregueu una nova foto d'aquest monument |
| Tomba Família Peralta |                 | Modernisme XX                                              | Tortosa Fossar Vell                                                              |                                                        | IPA-13778     | Carregueu una nova foto d'aquest monument |
| Tomba Família Sánchez |                 | Noucentisme XX                                             | Tortosa Fossar Vell                                                              |                                                        | IPA-13779     | Carregueu una nova foto d'aquest monument |
| Tomba de la Família Sech o Sechi |                 | Modernisme XIX-XX                                          | Tortosa Fossar Vell                                                              |                                                        | IPA-13780     | Carregueu una nova foto d'aquest monument |
| Església parroquial de la Mare de Déu dels Àngels de la Petja                                                                                           |                 | Darreres tendències XX Mitjan                              | Tortosa Camí de la Petja                                                         | 40° 47′ 46″ N, 0° 31′ 31″ E / 40.796222°N,0.525405°E   | IPA-13781     | Carregueu una nova foto d'aquest monument |
| Consell Comarcal Baix Ebre, Convent Centre Vocacional Mare Oviedo Schoental, Asil del Sant Àngel                                                        | BCIL 2007       | Eclecticisme XIX-XX                                        | Tortosa C. Barcelona, 152, raval de la Llet                                      | 40° 47′ 42″ N, 0° 31′ 26″ E / 40.794937°N,0.524010°E   | IPA-13782     | Carregueu una nova foto d'aquest monument |
| Capella del Sant Àngel del Centre Vocacional Mare Oviedo Schontal                                                                                       |                 | Historicisme XX                                            | Tortosa C. Barcelona, raval de la Llet                                           | 40° 47′ 42″ N, 0° 31′ 26″ E / 40.79494°N,0.52401°E     | IPA-13783     | Carregueu una nova foto d'aquest monument |
| Capelleta de Sant Joan |                 | Eclecticisme XX                                            | Tortosa C. Barcelona, 75                                                         | 40° 48′ 09″ N, 0° 31′ 27″ E / 40.802471°N,0.524194°E   | IPA-13784     | Carregueu una nova foto d'aquest monument |
| Antiga Escola Pública Sant Llàtzer |                 | Noucentisme XX                                             | Tortosa Barranc de la Llet o Sant Llàtzer                                        | 40° 47′ 57″ N, 0° 31′ 29″ E / 40.79912°N,0.52462°E     | IPA-13785     | Carregueu una nova foto d'aquest monument |
| Residència d'Avis de les Germanetes dels Pobres |                 | Eclecticisme XIX                                           | Tortosa C. Poeta Vicenç Garcia, raval de Caputxins                               | 40° 48′ 20″ N, 0° 31′ 27″ E / 40.805604°N,0.524034°E   | IPA-13786     | Carregueu una nova foto d'aquest monument |
| Capella de Sant Josep de les Germanetes dels Pobres |                 | Historicisme XX                                            | Tortosa C. Poeta Vicenç Garcia, raval de Caputxins                               | 40° 48′ 20″ N, 0° 31′ 26″ E / 40.80545°N,0.52399°E     | IPA-13788     | Carregueu una nova foto d'aquest monument |
| Fossar Nou de Tortosa, Cementiri Municipal de Tortosa                                                                                                   | BCIL 2007       | Obra popular XIX                                           | Tortosa C. Sant Jordi, raval de la Llet                                          | 40° 47′ 59″ N, 0° 31′ 46″ E / 40.799723°N,0.529581°E   | IPA-13789     | Carregueu una nova foto d'aquest monument |
| Capella del Fossar Nou de Tortosa |                 | XX                                                         | Tortosa C. Sant Jordi, raval de la Llet                                          |                                                        | IPA-13790     | Carregueu una nova foto d'aquest monument |
| Panteó de la Família Cachot |                 | Noucentisme XX                                             | Tortosa Fossar Nou                                                               |                                                        | IPA-13791     | Carregueu una nova foto d'aquest monument |
| Tomba Família Climent |                 | Noucentisme XX                                             | Tortosa Fossar Nou                                                               |                                                        | IPA-13792     | Carregueu una nova foto d'aquest monument |
| Panteó de la Família Grego |                 | Darreres tendències XX                                     | Tortosa Fossar Nou                                                               |                                                        | IPA-13794     | Carregueu una nova foto d'aquest monument |
| Tomba Família Homedes |                 | Noucentisme XX                                             | Tortosa Fossar Vell                                                              |                                                        | IPA-13795     | Carregueu una nova foto d'aquest monument |
| Casa de Llopis |                 | Obra popular, modernisme XX                                | Tortosa Ctra. Tortosa-l'Aldea, raval de la Llet                                  | 40° 47′ 39″ N, 0° 31′ 13″ E / 40.794113°N,0.520158°E   | IPA-13797     | Carregueu una nova foto d'aquest monument |
| Balneari d'en Porcar, Balneari de Tortosa | BCIL 2007       | Neoclassicisme XIX Final                                   | Tortosa Barriada de Remolins                                                     | 40° 49′ 01″ N, 0° 31′ 35″ E / 40.816984°N,0.526310°E   | IPA-14114     | Balneari d'en Porcar (Tortosa) · Vegeu més fotos d'aquest monument · Carregueu una nova foto d'aquest monument                                          |
| Capella de l'Assumpció |                 | Monumentalisme academicista XX                             | Tortosa                                                                          | 40° 48′ 26″ N, 0° 31′ 32″ E / 40.8073°N,0.525676°E     | IPA-38405     | Carregueu una nova foto d'aquest monument |
| Casa Arasa, Xalet Arasa | BCIL 2007       | Modernisme XX (1926)                                       | Tortosa Ctra. de la Simpàtica, 25                                                | 40° 48′ 46″ N, 0° 32′ 06″ E / 40.81275°N,0.53501°E     | IPA-39981     | Casa Arasa (Tortosa) · Carregueu una nova foto d'aquest monument                                                                                        |
| Edifici al carrer de la Cruera 14-16, Casa Cadenes Reverter                                                                                             | BCIL 2007       | XIII-XIV                                                   | Tortosa C. Cruera, 14-16                                                         | 40° 48′ 50″ N, 0° 31′ 18″ E / 40.81401°N,0.52176°E     | IPA-39977     | Casa Cadenes Reverter (Tortosa) · Vegeu més fotos d'aquest monument · Carregueu una nova foto d'aquest monument                                         |
| Hort dels Safaretjos | BCIL 2007       | Eclecticisme XX                                            | Tortosa C. Francesc Vicent Garcia, 55                                            | 40° 48′ 20″ N, 0° 31′ 33″ E / 40.80545°N,0.52579°E     | IPA-39980     | Carregueu una nova foto d'aquest monument |
| Edifici Portal dels Romeus | BCIL 2007       | XIII-XVIII                                                 | Tortosa C. Portal dels Romeus, 4                                                 | 40° 48′ 49″ N, 0° 31′ 22″ E / 40.81350°N,0.52271°E     | IPA-43808     | Edifici Portal dels Romeus (Tortosa) · Vegeu més fotos d'aquest monument · Carregueu una nova foto d'aquest monument                                    |
| Portal de Comunitat de Regants, portal de Tamarit | BCIL 2007       | XII-XX                                                     | Tortosa C. Santa Anna, 3                                                         |                                                        | IPA-43809     | Carregueu una nova foto d'aquest monument |
| Habitatge porxos plaça Àngel 1 | BCIL 2007       | XVII-XIX                                                   | Tortosa C. de l'Àngel, 7                                                         | 40° 48′ 44″ N, 0° 31′ 18″ E / 40.812092°N,0.521697°E   | IPA-43811     | Habitatge porxos plaça Àngel 1 (Tortosa) · Vegeu més fotos d'aquest monument · Carregueu una nova foto d'aquest monument                                |
| Habitatge porxos plaça Àngel 2 | BCIL 2007       | XVII-XIX                                                   | Tortosa C. de l'Àngel, 9                                                         | 40° 48′ 43″ N, 0° 31′ 18″ E / 40.812034°N,0.521707°E   | IPA-43812     | Habitatge porxos plaça Àngel 2 (Tortosa) · Vegeu més fotos d'aquest monument · Carregueu una nova foto d'aquest monument                                |
| Habitatge porxos plaça Àngel 3 | BCIL 2007       | Gòtic XIV                                                  | Tortosa C. de l'Àngel, 11                                                        | 40° 48′ 43″ N, 0° 31′ 18″ E / 40.81203°N,0.52168°E     | IPA-43813     | Carregueu una nova foto d'aquest monument |
| Habitatge porxos plaça Àngel 4 | BCIL 2007       | XVII-XIX                                                   | Tortosa C. de l'Àngel, 13                                                        | 40° 48′ 43″ N, 0° 31′ 18″ E / 40.812004°N,0.521715°E   | IPA-43814     | Habitatge porxos plaça Àngel 4 (Tortosa) · Vegeu més fotos d'aquest monument · Carregueu una nova foto d'aquest monument                                |
| Casa Urgell | BCIL 2007       | Modernisme XIX                                             | Tortosa C. del Comte Banyuelos, 5                                                | 40° 48′ 27″ N, 0° 31′ 17″ E / 40.80737°N,0.52125°E     | IPA-43815     | Carregueu una nova foto d'aquest monument |
| Casa Vericat | BCIL 2007       |                                                            | Tortosa Av. Generalitat, 24                                                      | 40° 48′ 42″ N, 0° 31′ 13″ E / 40.811644°N,0.520157°E   | IPA-43816     | Casa Vericat (Tortosa) · Vegeu més fotos d'aquest monument · Carregueu una nova foto d'aquest monument                                                  |
| Casa Ravanals | BCIL 2007       | Historicisme XIX                                           | Tortosa C. de la Ciutat, 1                                                       | 40° 48′ 47″ N, 0° 31′ 17″ E / 40.81314°N,0.52140°E     | IPA-43818     | Carregueu una nova foto d'aquest monument |
| Mercat del Peix | BCIL 2007       | Racionalisme XX, XXI                                       | Tortosa Pl. Barcelona 3-4                                                        | 40° 48′ 38″ N, 0° 31′ 10″ E / 40.81047°N,0.51938°E     | IPA-43819     | Carregueu una nova foto d'aquest monument |
| Banys Nous | BCIL 2007       | XII                                                        | Tortosa C. Ricard Cirera, 3                                                      | 40° 48′ 37″ N, 0° 31′ 17″ E / 40.81041°N,0.52146°E     | IPA-43820     | Carregueu una nova foto d'aquest monument |
| Pont de Pedra, Pont de la Rosa | BCIL 2007       | Obra popular XIV                                           | Tortosa Subsòl c. Bisbe Aznar - pl. del Pont de Pedra                            |                                                        | IPA-43821     | Carregueu una nova foto d'aquest monument |
| Casa Margenat 2 | BCIL 2007       | Eclecticisme XIX                                           | Tortosa Ronda Reus, 23                                                           | 40° 48′ 30″ N, 0° 31′ 20″ E / 40.80833°N,0.52210°E     | IPA-43823     | Carregueu una nova foto d'aquest monument |
| Túnel canal esquerra de l'Ebre | BCIL 2007       | Noucentisme                                                | Tortosa Barranc dels Caputxins                                                   |                                                        | IPA-43824     | Carregueu una nova foto d'aquest monument |
| Col·legi de les Teresianes, Col·legi de la Companyia de Santa Teresa de Jesús, Col·legi Teresià                                                         | BCIL 2007       | Noucentisme XX                                             | Tortosa C. Rosselló, 31-37                                                       | 40° 48′ 23″ N, 0° 31′ 07″ E / 40.80644°N,0.51851°E     | IPA-43827     | Carregueu una nova foto d'aquest monument |
| Edifici carrer Jaume Ferran 1, ampliació del Palau del Bisbe, antic Hostal dels Bruel                                                                   | BCIL 2007       | Barroc                                                     | Tortosa C. Jaume Ferran, 1                                                       | 40° 48′ 49″ N, 0° 31′ 16″ E / 40.81374°N,0.52108°E     | IPA-43829     | Carregueu una nova foto d'aquest monument |
| Edifici al carrer Bisbe Aznar 12, Ferreteria Nivera, Edifici Nivera                                                                                     | BCIL 1986       | Neoclassicisme XIX                                         | Tortosa C. del Bisbe Aznar, 12                                                   | 40° 48′ 47″ N, 0° 31′ 17″ E / 40.81296°N,0.52146°E     | IPA-53526     | Carregueu una nova foto d'aquest monument |
| Eixample antic, Eixample del Temple | BCIL 2014       | XIX, XX                                                    | Tortosa                                                                          | 40° 48′ 35″ N, 0° 31′ 16″ E / 40.8096°N,0.5211°E       | IPA-53527     | Carregueu una nova foto d'aquest monument |